# Chambre des comptes de Navarre

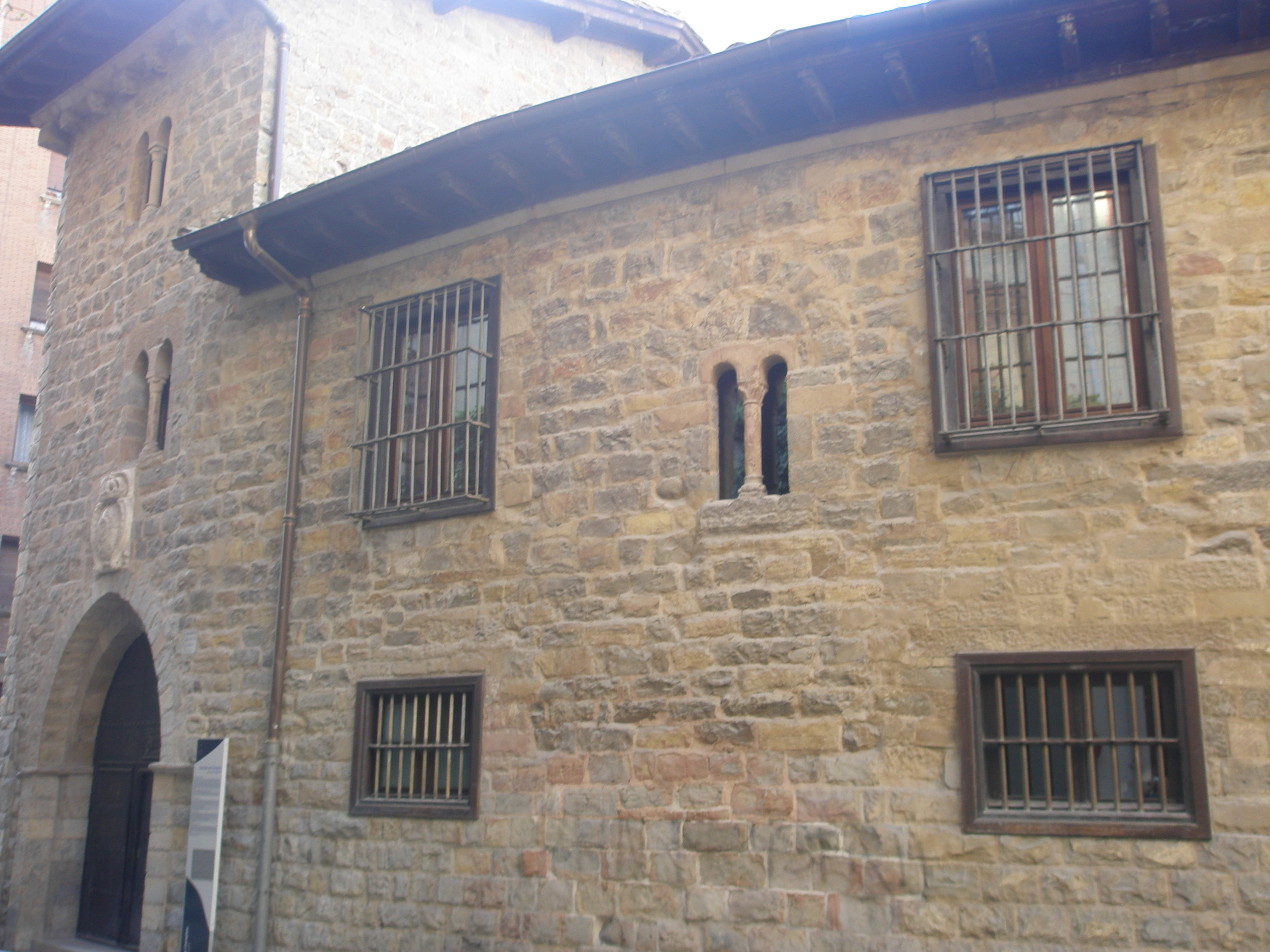
Édifice gotique où se trouve la chambre des comptes de Navarre

La Cámara de Comptos de Navarra (Nafarroako Comptos Ganbera en basque, Chambre des comptes de Navarre en français) est l'organisme chargé de fiscaliser la gestion économique et financière du secteur public de la Communauté forale de Navarre.
C'est la cour des comptes la plus ancienne d'Espagne.
La Chambre des comptes de Navarre ne doit pas être confondue avec la Chambre des comptes de Pau fondée en 1527 par Henri II, roi de Navarre, avec pour ressort la Basse-Navarre, le Béarn, les comtés de Foix et de Bigorre, les vicomtés de Marsan, Tursan, Gavardon, Lautrec, Nebouzan, les baronnies de Captieux, et d'Aster-Villemur. Cette Chambre des comptes a été réunie en 1624 à celle de Nérac par Louis XIII, roi de France et de Navarre. Par un édit de 1691, Louis XIV a réuni cette Chambre des comptes au Parlement de Navarre séant à Pau.

## Histoire

### Constitution
La Chambre des comptes de Navarre a été créée en 1365, par ordonnance du roi Charles II, sur le modèle de la Chambre des comptes de Paris. Depuis 1234, le royaume était en effet dirigé par des souverains d'origine française à la suite du mariage de Blanche de Navarre et de Thibaut III de Champagne. Les comtes de Champagne, les rois de France puis les comtes d'Evreux se succédèrent sur le trône jusqu'en 1441, instaurant une puissante influence française dans le royaume.

### Précédents
Antérieurement à sa constitution officielle, le Royaume de Navarre disposait déjà d'Oidores et "Maestros de Comptos" (Maîtres de comptes) qui contrôlaient, de manière sporadique, l'état des finances royales.
Selon l'historien María Puy Huici dans son livre la Cámara de Comptos de Navarre entre 1328 et 1512, les premiers livres de comptes date de 1258, ce qui démontre qu'avant l'ordonnance du roi Charles II il existait déjà un certain contrôle des biens royaux.
Pendant le règne de Charles II, le royaume de Navarre a traversé une situation économique sensible en raison des dépenses engendrées par les guerres contre les castillans, aragonais, anglais et français. Cette passe difficile du Trésor royal a amené Charles II à renforcer le contrôle des finances royales au moyen d'un organe permanent auquel il a accordé un grand pouvoir.

### Organisation initiale
L'Ordonance indique que l'institution est intégrée par quatre Oidores Generales de Cuentas, qui doivent être "hombres bonos e suficientes" (hommes bons et aptes), et deux ecclésiastiques qui effectuaient des tâches de notaires.
Avec eux apparaissent la figure du Portero et celle des Oficiales Reales, ceux qui avaient pour mission d'exécuter les ordres des auditeurs et les ecclésiastiques.

### Attributions initiales
- Entendre - de là son nom d'Oidores- le rendu des comptes de ceux qui collectaient au nom du Roi.
- Administrer les droits du Roi
- Conseiller en matière de finances royales.

La chambre des comptes a assumé d'autres fonctions sur ordre des monarques, en raison certainement du prestige de l'institution. Ainsi, il a assumé immédiatement le caractère de Tribunal de Hacienda ce pourquoi on s'est mis à l'appeler Tribunal de la Cámara de Comptos.
Lui a également été confiée la tâche de diriger la collecte d'impôts, en indiquant les quantités à rassembler et les délais. Ses fonctionnaires certifiaient la qualité, le poids et autres caractéristiques que devait posséder la monnaie navarraise - qui était frappée dans le siège de la Chambre des comptes.
En outre, devant la chambre, juraient leurs charges officielles royales seigneurs féodaux, chevaliers et soldats.

### Archives
Ses livres et documents constituent la meilleure source d'information en Europe sur le bas Moyen Âge et permettent de connaître non seulement le fonctionnement de l'organe contrôleur mais aussi d'autres aspects du royaume de Navarre.
Actuellement ces archives font partie des Archives générales de Navarre.

### L'abolition
Après sa constitution la chambre des comptes a gagné de l'importance dans la structure politique du Royaume, parce qu'elle avait seulement au-dessus d'elle le Conseil et le Roi lui-même. Il y a eu des moments où certains Oidores faisaient partie du Conseil.
Dans les XIVe et XVe siècles, la chambre des comptes a joui d'une grande importance et prestige pour ses compétences, professionnalisme et indépendance.
En 1512 la Navarre a été conquise et elle a été annexée à la Castille et ont commencé les tentatives de suppression de la chambre des comptes, patronnés par le Vice-roi et soutenus quelques fois par les Cortes. La moitié de ses membres seraient castillans.
La ville de Pampelune s'est opposée de manière énergique à toutes les tentatives pour la faire disparaître et l'organe contrôleur a pu continuer à fonctionner pendant les XVIe et XVIIe siècles.
Au XIXe siècle, coïncidant avec une époque de grand centralisme, il y a eu de nouvelles tentatives pour faire la disparaître, des tentatives qui ont abouti sur le Décret Royal du 18 mars 1836, qui ordonnait la fin de l'activité de l'institution.
La Ley Paccionada de 1841, qui a transformé le Royaume en province espagnole avec un certain degré d'autonomie, a confirmé la suppression de la Chambre des Comptes.

### Restauration
L'approbation de la Ley Orgánica Reintegración et d'Amejoramiento du Régimen Foral de Navarre a doté à nouveau la Navarre d'un organe contrôleur des comptes, appelé avec le même nom de l'institution créée par Charles II. C'est la seule Communauté autonome en Espagne qui possède une institution propre de ces caractéristiques.
L'"Amejoramiento" fait dépendre la Chambre du Parlement Foral de Navarre et son règlement actuel est concrétisé dans la Loi Forale 19/1984, de la Chambre des Comptes.

## Missions, fonctions et composition

### Mission
Sa mission fondamentale est de veiller à ce que les fonds publics de Navarre soient utilisés conformément à la législation en vigueur et d'une manière toujours plus efficace.
Les recommandations qui sont effectuées dans les rapports tiennent toujours compte de ce dernier objectif.

### Fonctions
Les fonctions établies dans la Ley Foral 19/1984, du 20 décembre, se limitent à :
- Fiscaliser les fonds publics de Navarre :
  - Élaborer un rapport et un jugement des Comptes généraux de Navarre présentés après chaque exercice budgétaire par le Gouvernement ;
  - Information sur les comptes et la gestion économique des mairies et conseils municipaux de Navarre ainsi que les organismes ou entités dépendants de ces derniers ;
  - Remise de ses rapports au Tribunal des Comptes, auquel il revient d'exiger la responsabilité comptable dans lequel pourraient encourir ceux qui manient les fonds publics.
- Conseiller son Parlement foral en matières économiques et financières.

Son travail se matérialise dans des rapports techniques publics qui sont remis au Parlement, aux entités contrôlées et aux médias.

### Composition
Le Président de la Chambre, les Auditeurs et le Secrétariat Général.
- Le Président de la Chambre des Comptes est élu par le Parlement de Navarre et son mandat dure six années.
- Commissaires aux comptes (trois), fonctionnaires recrutés par concours, chargés d'élaborer les rapports et de les soumettre à la considération du Président.
- Secrétaire Général, désigné par le Président entre les juristes de la Chambre.

## Le siège
Il est situé dans une vieille bâtisse de la rue Ansoleaga de Pampelune, déclarée Monument National en 1868. C'est le seul exemple du gothique civil de Pampelune.
Le bâtiment a été acquis par le roi Charles V de Navarre en 1524 pour qu'il jouisse d'un siège stable. Jusqu'à sa disparition en 1836, elle est restée dans cette bâtisse, lieu où on frappait aussi la monnaie du Royaume de Navarre.
La chambre disparue, ses archives a été transférée aux Archives Générales de Navarre et le bâtiment a été occupé par la Commission de Monuments Historiques et Artistiques qui, dans ce même lieu, a mis en marche le premier Musée de Navarre, inauguré en 1919.
Depuis 1941 et jusqu'à décembre 1994, le bâtiment a servi comme siège de l'Institution Príncipe de Viana (Prince de Viana), chargée de la conservation du patrimoine historico-artistique de Navarre. Germe de l'Université de Navarre, il a aussi été le premier siège de l'Estudio General de Navarre.
En 1995 l'Institution Prince de Viana a été transférée à son nouveau siège. La Chambre des Comptes a récupéré ainsi la maison qu'elle occupait entre 1524 et 1836.

### Description de l'édifice
Par son aspect extérieur et quelques détails de sa construction, il semble être très antérieur à la date de son adaptation comme Chambre des Comptes. Il pourrait probablement dater du XIIIe siècle.
C'est une construction de pierre, avec un arc ogivaux formé par deux robustes platebandes, propres du gothique primaire ou de transition.
Il conserve plusieurs fenêtres ogivales, avec meneau de section cylindrique et chapiteau à la décoration simple.
Sur la porte il a un corps d'une plus grande élévation, à la manière de tour. Le blason avec les armes royales de l'Espagne a été placé vers le milieu du XVIIIe siècle. Le corridor d'accès à la cour intérieure est couvert avec une robuste contrefort de canon meneau.
Dans la cour, jardiné, on conserve un ancien puits, une porte et quelques restes archéologiques de l'ermitage de San Nicolás de Sangüesa, aujourd'hui disparu, l'inscription latine placée par le vice-roi Cardona en 1601 dans le lieu où est tombé, blessé, Saint Ignace de Loyola en 1521, une tombe gothique avec statue gisante et d'autres pièces historico-artistiques.

## Les archives des comptes
Elle compte une section de quelque 25 000 documents au contenu très varié : juridictions municipales, titres, écritures, bules, trêves, alliances, serments de fidélité et, en général, toutes sortes de diplômes relatifs tant au gouvernement intérieur qu'aux relations internationales du Royaume de Navarre.
Avec cette documentation on conserve les documents comptables de l'ancienne Chambre des Comptes, dont la cour des comptes et organe contrôleur de la collecte et les frais des fortunes royales.
Une autre partie des archives est formée par ce que l'on appelle les Registros de Comptos, des livres de comptes qui présentaient devant la Chambre des Comptes pour leur audit trésorier, les receveurs des cinq mérindades - six à partir de 1407-, les danses des localités et villes principales, et autres fonctionnaires.
Les comptes sont organisés dans les deux grands chapitres recettes et frais - recepta y expensa - et parmi eux des titres spécifiques qui ont été très longtemps maintenus sans variation. Quelques livres sont consacrés à une affaire monographique.
On conserve les registres de Comptes depuis 1258 jusqu'à 1836, ce qui constitue une source d'information fondamentale pour connaître l'histoire du Royaume de Navarre.
Il existe en outre un Libros Condenaciones et Penas (Condamnations et Peines) dictées par le Tribunal de la Chambre des Comptes, Libros de Tablas Reales (douanes et péages du royaume de Navarre) et Libros de Mercedes Reales. Ces derniers rassemblent, à partir de l'intégration de la Navarre à la Couronne de Castille, les titres, les nominations, privilèges de la Couronne, etc.
On complète avec des rôles des monnaies, pièces de comptes, le dossier secret de la Chambre qui rassemble des questions internes et les archives du Tribunal de la Chambre des Comptes dans laquelle on rassemble ses sentences.

## Sources
- (es) Cet article est partiellement ou en totalité issu de l’article de Wikipédia en espagnol intitulé « Cámara de Comptos de Navarra » (voir la liste des auteurs).